# Near Nadir
Near Nadir je studiové album, na kterém hráli Ikue Mori, Mark Nauseef, Evan Parker a Bill Laswell. Album vyšlo 24. října 2011 pod značkou Tzadik Records. Vedoucím producentem alba byl John Zorn.

## Seznam skladeb
Všechny skladby napsali Ikue Mori, Mark Nauseef, Evan Parker a Bill Laswell.
| Pořadí | Název          | Délka |
| ------ | -------------- | ----- |
| 1.     | Majuu          | 3:33  |
| 2.     | Valhalla       | 4:22  |
| 3.     | In Gold Mesh   | 4:00  |
| 4.     | Orbs           | 2:13  |
| 5.     | Nooks          | 3:06  |
| 6.     | Funnel Drone   | 2:23  |
| 7.     | Yuga Warp      | 6:41  |
| 8.     | Near Nadir     | 5:34  |
| 9.     | Ternary Rite + | 4:33  |
| 10.    | Flo Vi Ru Dub  | 8:54  |